# 内薬司
内薬司（ないやくし/うちのくすりのつかさ）は、律令制において中務省に属する機関の一つである。

## 職掌
内薬司は宮内省典薬寮と対になっている。内薬司は皇室の診察と薬の処方が主な職掌である。皇室の診察のために侍医と女医、薬の処方のために薬生が所属した。侍医は最高位の医官､女医は産科医で官戸や官婢からとられた。薬生は「生」と付くが、博士がいない。また薬園は典薬寮の薬園師が管理している他、不足分は各地から年料雑薬として納められたと考えられている。薬生自身も典薬寮の薬戸から採られたのではないかと考えられる。のちに女医の養成のために養老6年（722年）女医博士が置かれた。（それまでは典薬寮の医博士が指導していた）このように独立した官司といえどほとんど典薬寮の一部局のようになっており､寛平8年（896年）典薬寮に併合された。本司所属の侍医・女医博士・薬生は典薬寮に移管された。

## 職員
- 正（正六位上相当）一名
- 佑（従七位下相当）一名
- 令史（大初位上相当）一名
- 史生　新設
- 使部
- 直丁

- 侍医（正六位下相当）四名
- 女医博士（正七位下相当）一名　新設
- 女医
- 薬生　十名